# Bosco Ferentano
Il Bosco Ferentano, anche detto Bosco di Marino o Macchia di Marino ('u Boscu in dialetto marinese) è un'area boschiva istituita come Riserva Parziale Botanica dal Parco Regionale dei Castelli Romani, estesa per 22 ettari tra i comuni di Marino, Castel Gandolfo e Rocca di Papa in provincia di Roma, nell'area dei Castelli Romani.
La particolarità di questo bosco è di essere uno dei rari esempi superstiti di bosco misto nei Colli Albani, assieme al Parco Chigi di Ariccia. Infatti, la vegetazione è composta da alberi di moltissime specie: oltre al castagno, che a partire dal XVII secolo ha colonizzato buona parte della superficie boschiva dei Colli Albani, sono presenti carpini, tigli, aceri, olmi, querce e farnie, queste ultime assai rare altrove. Tra gli arbusti è anche presente il borsolo, specie considerata "relitta" dalla Legge Regionale n° 61 del 19 settembre 1974.
Nel Bosco Ferentano sono inoltre presenti alcuni soggetti arborei particolarmente maestosi, come un tiglio di 26 metri di altezza e 4 di diametro, e un arbusto di alaterno di 4.5 metri di altezza e 45 centimetri di diametro.
Adiacente all'area protetta del Bosco Ferentano c'è l'area di verde pubblico del Barco Colonna.